# Teodoro III de Armenia
Teodoro III o Thoros III (en armenio: Թորոս Երրորդ,  c. 1271-23 de julio de 1298) fue rey del Reino armenio de Cilicia, y gobernó de 1293 a 1298. Era hijo  de León II de Armenia y Keran de Armenia, y miembro de la dinastía hetumiana. En 1293 su hermano Haitón II abdicó a su favor; no obstante, Teodoro llamó a Haitón al trono en 1295. Ambos llevaron a su hermana Rita de Armenia a Constantinopla para casarla con Miguel IX Paleólogo en 1296, pero fueron encarcelados a su regreso en Bardzrberd por su hermano Sempad, que había usurpado el trono en su ausencia. Teodoro fue asesinado, estrangulado hasta la muerte el 23 de julio de 1298 en Bardzrberd por Oshin, Mariscal de Armenia, por orden de Sempad.

## Familia
Teodoro estuvo casado dos veces; su primer matrimonio, con Margarita de Lusignan (ca 1276–1296, Armenia) (hija del rey Hugo III de Chipre), tuvo lugar el 9 de enero de 1288. Su hijo único, de su primer matrimonio, fue León III de Armenia, heredero de Haitón II. Leon gobernó de 1303 a 1307, pero fue asesinado junto con su tío por un Mongol.